# クロニキシン
クロニキシン(Clonixin)は、非ステロイド性抗炎症薬の1つである。鎮痛薬、解熱薬、抗血小板剤としての作用も持つ。主に慢性関節炎や、痛みや炎症を伴う特定の軟組織障害の治療に用いられる。

## 合成

クロニキシン合成: M. H. Sherlock, N. Sperber, ; eidem, (1966, 1967 both to Schering).

## クロニキセリル

クロニキセリル合成:

クロニキシンのグリセリルエステルであるクロニキセリルも非ステロイド性抗炎症薬である。いくらか遠回りの方法で合成される。
クロニキシンはクロロアセトニトリル及びトリエチルアミンと反応し、2を与える。炭酸カリウム及びグリセロールアセトニドとともに加熱することで活性基が置換されてエステル3が生成する。エステル3は、酢酸中で解重合し、クロニキセリル(4)が生じる。